# Autonome Universität Lissabon

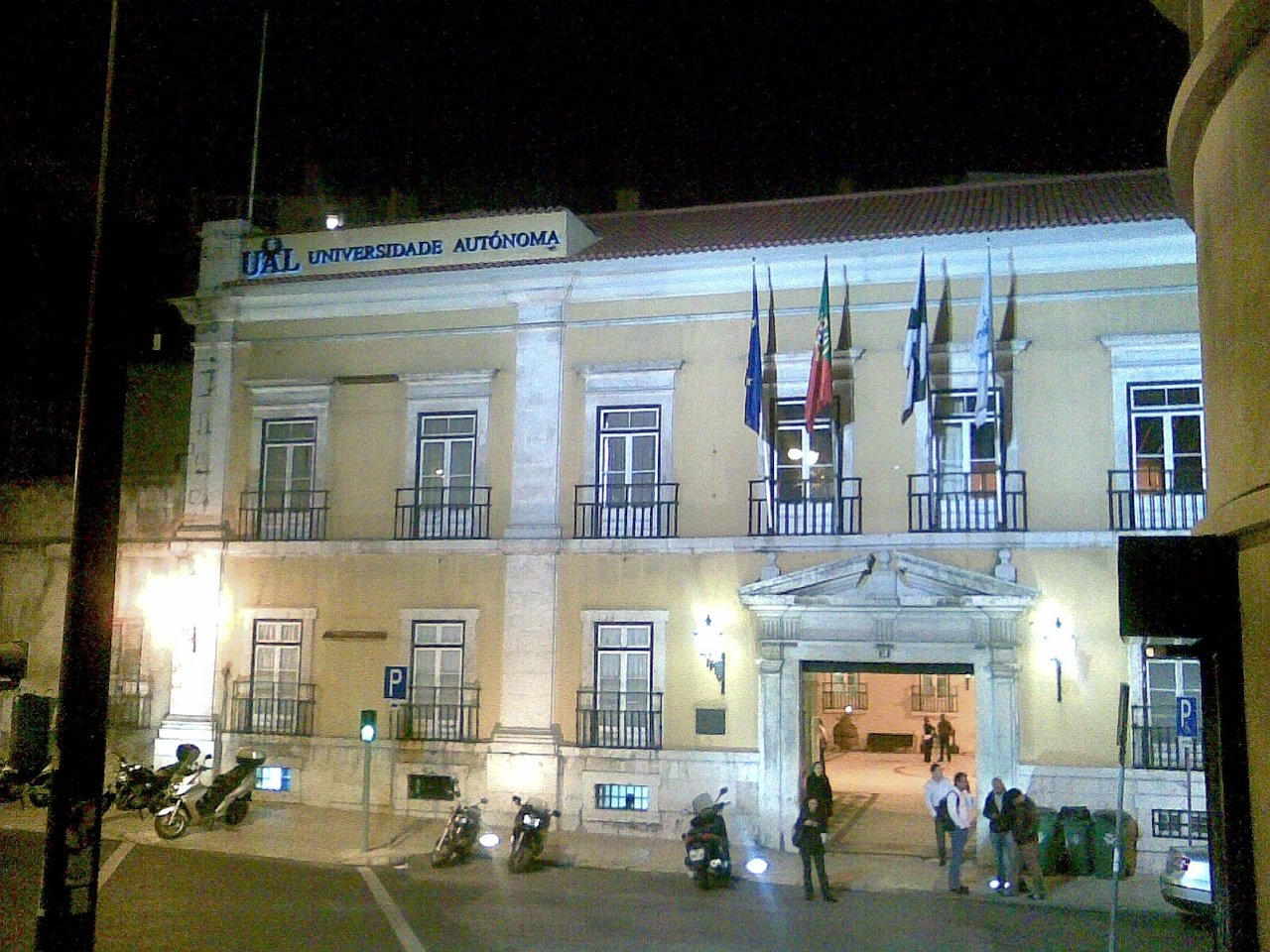
Autonome Universität Lissabon

Die Autonome Universität Lissabon (portugiesisch Universidade Autónoma de Lisboa) ist die älteste private Universität des Landes.
Die Gründung erfolgte 1985 auf gesetzlicher Grundlage durch die Cooperativa de Ensino Universitário (CEU), die sie auch in finanzieller Hinsicht verwaltet. Das Hauptgebäude ist das  Palácio dos Condes do Redondo aus dem 17. Jahrhundert in der Rua Santa Marta. Als einzige Universität Lissabons liegt sie im Stadtzentrum. Angeschlossen ist eine Managementschule, die Escola de Gestão & Negócios, die u. a. ein MBA-Programm Eventmanagement anbietet.

## Studienangebot
Das Studienangebot umfasst
13 Bachelorstudiengänge (licenciaturas):
- Architektur (integriert einschl. Masterabschluss)
- Betriebswirtschaft
- Geschichte
- Gesundheitssystemmanagement
- Informatik
- Internationales Management
- Kommunikationswissenschaften
- Ökonomie
- Psychologie
- Public Management
- Recht
- Sportmanagement
- Wirtschaftsinformatik

11 Masterstudiengänge:
- Archäologie und Denkmalskunde
- Architektur
- Dokumentationswissenschaft
- Klinische Psychologie und Counseling
- Krieg und Frieden in internationalen Beziehungen
- Recht
- Schiffahrtsgeschichte und Schiffsarchäologie
- Sprachpsychologie und Logopädie
- Stadtgeschichte und Lokalpolitik
- Therapeutische und Krisenintervention
- Unternehmensführung

sowie zwei Doktoratsprogramme:
- Geschichte
- Recht

## Persönlichkeiten und Alumni
- José Jorge Letria
- António José Seguro
- José Carlos Malato
- Inês Sousa Real
- Amílcar Bengla Mourão
- Rita Ferro Rodrigues
- Cristina Ferreira
- Maria da Luz Antunes
- Carolina Reis
- Pedro Pinto
- Teresa A. Oliveira
- Carlos Carranca
- Hugo Horta
- Tiago Barroso
- Susana Leal
- Gonçalo Lobo Pinheiro
- Telma de Mattos Ruas
- Nunes Marques
- Rita Pereira
- Elena Casacuberta
- Reginaldo Rodrigues de Almeida
- João Viseu
- Susana Lopes
- Vítor Gonçalves
- Fernanda Almeida
- Helena Pinheiro de Melo
- Paulo Nunes dos Santos